# Landhaus in Rueil
Landhaus in Rueil (französisch La maison du Rueil) ist der Titel von zwei 1882 entstandenen Gemälden des französischen Malers Édouard Manet. Die Bilder zeigen die sommerliche Gartenansicht eines Wohnhauses im Pariser Vorort Rueil, wo sich der Künstler wenige Monate vor seinem Tod zur Kur aufhielt. Die Werke gehen in der Bildkomposition auf japanischer Vorbilder zurück und zeigen in der Ausführung typische Merkmale des Impressionismus. Die beiden nahezu identischen Versionen sind in Öl auf Leinwand gemalt und unterscheiden sich vor allem im Format. Das Motiv als Querformat mit den Abmessungen 71,5 × 92,3 cm befindet sich in der Sammlung der Nationalgalerie in Berlin, die Fassung als Hochformat mit den Maßen 92,8 × 73,5 cm gehört der National Gallery of Victoria in Melbourne. Zu Beginn des 20. Jahrhunderts hatten die Ansichten des Landhauses in Rueil Einfluss auf verschiedene deutsche Maler, die nach Manets Vorlage ähnliche Motive schufen.

## Bildbeschreibungen
Es ist nicht überliefert, welche der beiden Bildversionen Manet zuerst gemalt hat. Die Autoren des Werkverzeichnisses von 1975, Denis Rouart und Daniel Wildenstein, bezeichnen die Fassung im Hochformat des Museums von Melbourne als „Réplique“ (Wiederholung). Demnach hätte Manet zunächst die Berliner Version im Querformat ausgeführt. Während das Gemälde der Berliner Nationalgalerie unbezeichnet ist, hat Manet die in Melbourne aufbewahrte Fassung mit „Manet“ signiert und mit „1882“ datiert, ein Zeichen dafür, dass er diese Ausführung als vollendet betrachtet hat.
Beide Gemäldefassungen zeigen in Nahsicht die sonnenbeschienene Fassade eines Hauses mit davorliegendem Garten. Der Blick richtet sich frontal auf das Landhaus; es erscheint bildparallel und schließt den Gartenraum ab. Die Hauswand wird durch ein umlaufendes graues Gesims und darunter einem roten Farbstreifen gegliedert, die die beiden Stockwerke optisch voneinander trennen. In der Mitte der quadrierten hellgelben Fassade befindet sich die Tür, die von einem kleinen Portal mit Giebelaufsatz gerahmt wird. Die linke weißgraue Säule des Portals wirft einen Schatten auf das Mauerwerk der Hauswand. Deren Quader wurden scheinbar „zum Teil mit dem Lineal gezogen“, wie der Kunsthistoriker Gotthard Jedlicka feststellte. Andere Bereiche der Wand sind hingegen mit lockerem Pinselstrich ausgeführt.
In beiden Stockwerken gibt es eine Reihe von Fenstern. In der Berliner Fassung sind deren graublaue Fensterläden teils geöffnet und teils geschlossen, in der Fassung in Melbourne stehen alle Fensterläden offen. Die in die dunklen Räume des Hauses hineinragenden Fenster „lassen schattige Zimmer ahnen“, wie der Autor Peter Krieger anführt. Die geöffneten Fenster suggerieren nach Krieger eine „sommerliche Atmosphäre“ und geben „dem Bild trotz der Menschenleere eine verhaltende Lebendigkeit“. Ähnlich argumentiert Gotthard Jedlicka, der in den geöffneten Fenstern einen Hinweis sieht auf „die Bewohntheit des Hauses, das Wirken der Hausfrau, der Mägde oder des Dieners in seinen verschiedenen Räumen“.
Vom dunkelblauen Dach ist in der Berliner Fassung nur ein Teilbereich zu sehen, der Rest wird vom oberen Bildrand abgeschnitten. Ein hellerer Blauton in der linken oberen Ecke könnte den Himmel andeuten. Die Autorin Angelika Wesenberg stellte hingegen fest: „Vom Dach des Hauses sehen wir wenig, vom Himmel nichts“. In der Version der National Gallery of Victoria endet das Bild mit dem zweiten Stockwerk; der Dachbereich ist vollständig vom oberen Bildrand abgeschnitten. Insgesamt zeigt die Version aus Melbourne gegenüber der Berliner Fassung einen engeren Bildausschnitt. Besonders deutlich wird das auf der linken Bildseite, wo die Berliner Fassung weitere Fenster zeigt. Auch eine im Berliner Bild vor der Hauswand positionierte hellblaue Gartenbank fehlt im Hochformat aus Melbourne.
Der Bildvordergrund ist in beiden Fassungen der Darstellung des Gartens vorbehalten. In der Mitte ragt aus einer Rasenfläche der Stamm eines Baumes hervor, der zum Großteil die Haustür verdecktet. Die Baumkrone ist nur im Ansatz zu sehen, der Rest wird vom oberen Bildrand beschnitten. Aus den Überlieferungen von Manets Patenkind Léon Leenhoff geht hervor, dass es sich bei dem Baum um eine Akazie gehandelt habe. Um diesen Baum verläuft rechts ein Weg in einem Bogen vom unteren Bildrand zum Hauseingang. Der geschwungene Pfad liegt im Schattenbereich der Baumkrone und erscheint in violetter Farbgebung mit vereinzelten helleren Tupfern. Am rechten Bildrand erscheint jeweils das üppige grüne Blattwerk eines nicht weiter erkennbaren Baumes, von links ragen einzelne Baumzweige ins Bild. Im Vordergrund entfaltet sich ein Rasenbeet, dessen Grasbewuchs mit virtuoser Pinselführung variantenreich in Szene gesetzt wurde. Büsche und rotblühende Blumenrabatten am Rand der Rasenfläche komplettieren das Gartenarrangement. Die Autorin Ingeborg Becker hebt hierbei die „spontan gesetzten Farbklänge der Vegetation“ hervor.

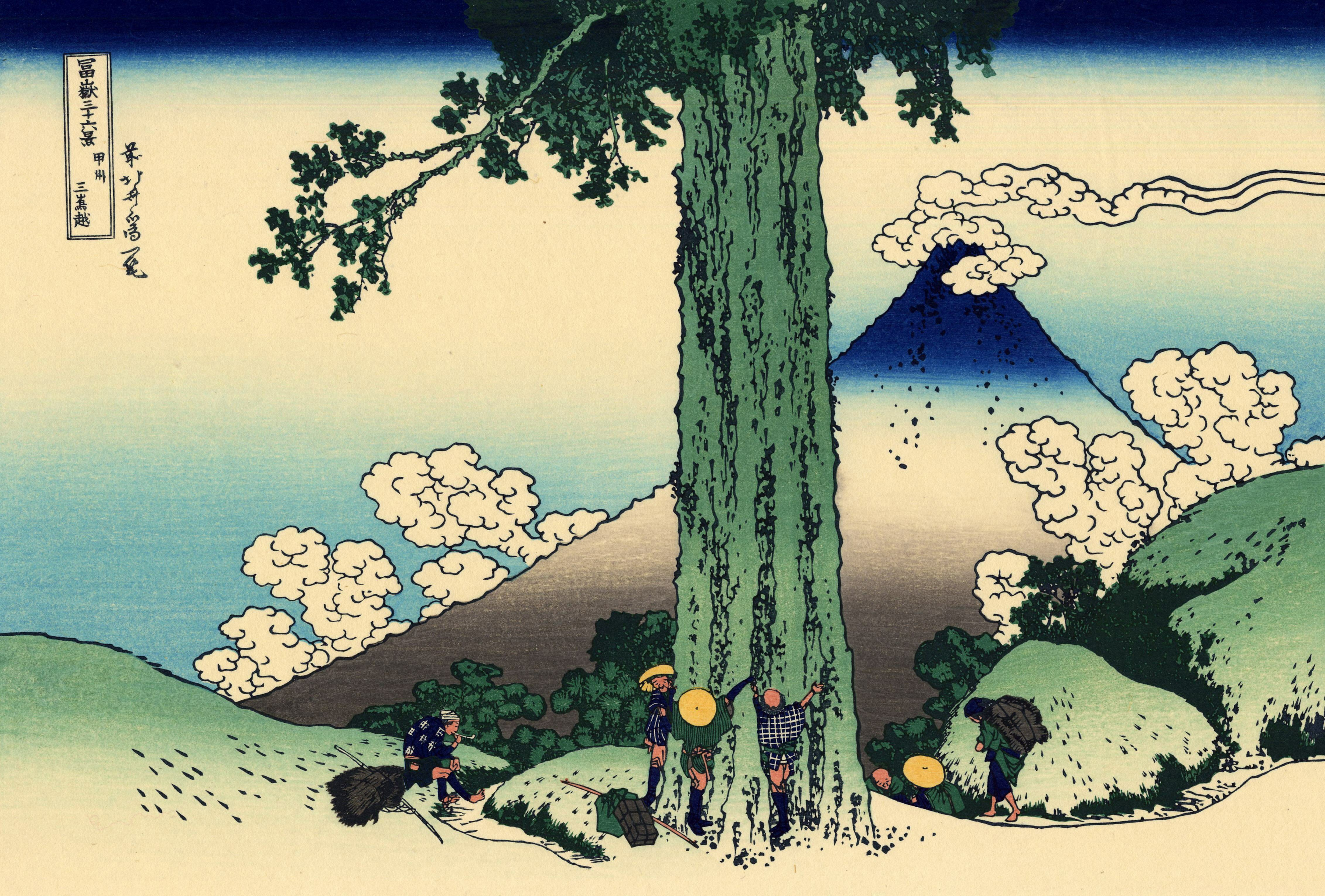
Katsushika Hokusai: Der Mishima-Pass in der Provinz Kai, um 1830

Trotz der in weiten Teilen spontan wirkenden Malerei, folgen die beiden Gemäldeversionen einer von Manet durchdachten Komposition. Er orientierte sich hierbei sicher an japanischen Farbholzschnitten, von denen er die „ungewohnte Flächigkeit und unvermittelte Ausschnitthaftigkeit“ übernahm. So ist ein zentraler Baum, der den Hintergrund durchschneidet und zugleich selbst vom oberen Bildrand beschnitten wird, keine Erfindung Manets, sondern japanischen Vorbilden entlehnt. Beispiel hierfür ist die um 1830 entstandene Ansicht Der Mishima-Pass in der Provinz Kai von Katsushika Hokusai. Das Motiv aus der Serie der 36 Ansichten des Berges Fuji und ähnliche Arbeiten kannte Manet spätestens seit der Weltausstellung von 1867 und aus dem Angebot der auf asiatische Kunst spezialisierten Pariser Händler.
Der Baumstamm in Manets Ansichten des Landhauses in Rueil kann zudem als senkrechte Linie eines Fadenkreuzes gesehen werden, dessen waagerechte Entsprechung das Gesims und das rote Farbband der Fassade bilden. Vertikale und horizontale Linien finden sich zudem in den Mauerquadern und Fensterläden. Diesem kompositorisch geordneten System stehen ein ausgewogenes Wechselspiel der Farben Gelb, Grün, Blau und Rot gegenüber. Hugo von Tschudi betonte „die verschiedenen vom Gelblichen ins Bläuliche spielenden Farben des Vordergrundes“. Er attestierte Manet zudem: „Die breite lebendige Pinselführung verrät erstaunliche Sicherheit seiner Hand.“ Dem fügte Françoise Cachin in Bezug auf das Landhaus in Rueil hinzu, Manets „Pinselführung ist frei und vibrierend“. Für Gotthard Jedlicka ist das Landhaus in Rueil „mit einer unbeschreiblichen geistigen Verzauberung und künstlerischen Überlegenheit wiedergegeben.“ Im Vergleich der beiden Bildversionen merkte der Kunstkritiker Karl Scheffler zur heute in Melbourne befindliche Version an, sie sei „vielleicht noch frischer, herzhafter und jubelnder“. Hugo von Tschudi begründete die Aufnahme des Querformats in die Sammlung der Nationalgalerie in Berlin mit der Qualität des Gemäldes. Es sei ein „durch abgeklärte Reife der Anschauung, die sichere Technik, die Schönheit der Malerei schon völlig klassisch wirkendes Bild aus der letzten Zeit des Meisters.“

## Manets Aufenthalt in Rueil
Édouard Manet litt seit Ende der 1870er Jahre an den Folgen einer Syphilis-Erkrankung. Er hatte vor allem starke Schmerzen in den Beinen, wodurch ihm das Gehen und Stehen schwer fiel. Zur Linderung seiner Symptome verbrachte Manet seit dieser Zeit die Sommermonate in verschiedenen Pariser Vororten. So hielt er sich 1879 und 1880 in Bellevue zu Kuraufenthalten auf und lebte den Sommer 1881 in Versailles. 1882, bereits von fortgeschrittener Krankheit gezeichnet, wählte er den Vorort Rueil als Rückzugsort. Für die Zeit von Juli bis Oktober hatte er hier für sich und seine Familie das Haus Rue du Château Nr. 18 angemietet. Verschiedene Autoren haben angenommen, dass der Besitzer des Hauses der Lustspieldichter Eugène Labiche gewesen sei, dessen Name sich auch auf Manets Kondolenzliste fand. Tatsächlich gehörte das Haus jedoch einem André Labiche, wie aus einem erhaltenen Brief an Manet hervorgeht. André Labiche war möglicherweise ein Verwandter des Autors Eugène Labiche.
Der gebürtige Pariser Manet hatte zwar in früheren Jahren mit seiner Familie wiederholt Urlaub am Meer verbracht, aber für das Landleben konnte er sich kaum begeistern. So schrieb er 1880 aus Bellevue an seinen Freund Zacharie Astruc: „Das Land hat Reiz für die, die nicht gezwungen sind, dort zu bleiben.“ In Rueil war Manet bereits stark in seiner Bewegungsfreiheit eingeschränkt und malte neben einigen kleinformatigen Stillleben mit Blumen oder Früchten eine Reihe von acht Ansichten im Garten des Landhauses. Zu dieser Serie aus dem Sommer 1882 gehören die Motive Gartenecke (Privatsammlung), Gartenecke in Rueil (Privatsammlung), Bank unter Bäumen (Privatsammlung), drei Versionen des Motivs Gartenallee in Rueil (Kunstmuseum Bern, Musée des Beaux-Arts in Dijon und Privatsammlung) und die beiden Ansichten des Landhauses in Rueil, die sich in den Nationalgalerien in Berlin und Melbourne befinden. Die Kunsthistorikerin Ina Conzen wies darauf hin, dass es Manet nicht darum ging, ein gleiches Motiv bei verschiedenen Licht-, Tages- oder Wetterverhältnissen darzustellen, so wie es von Claude Monet gehandhabt wurde. Stattdessen variierte Manet beim Landhaus in Rueil lediglich zwischen Hoch- und Querformat.

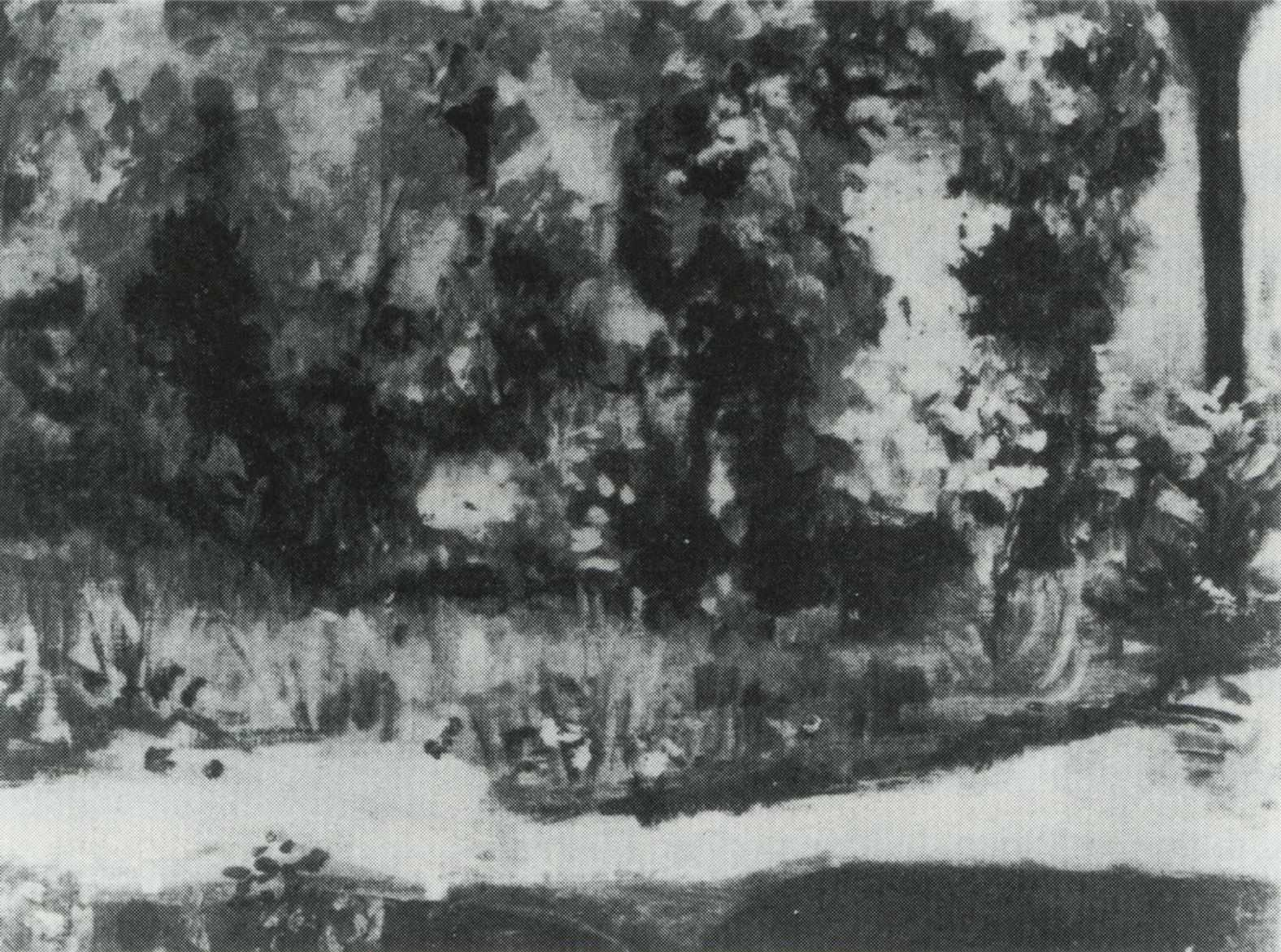
Édouard Manet: Gartenecke, 1882, Privatsammlung
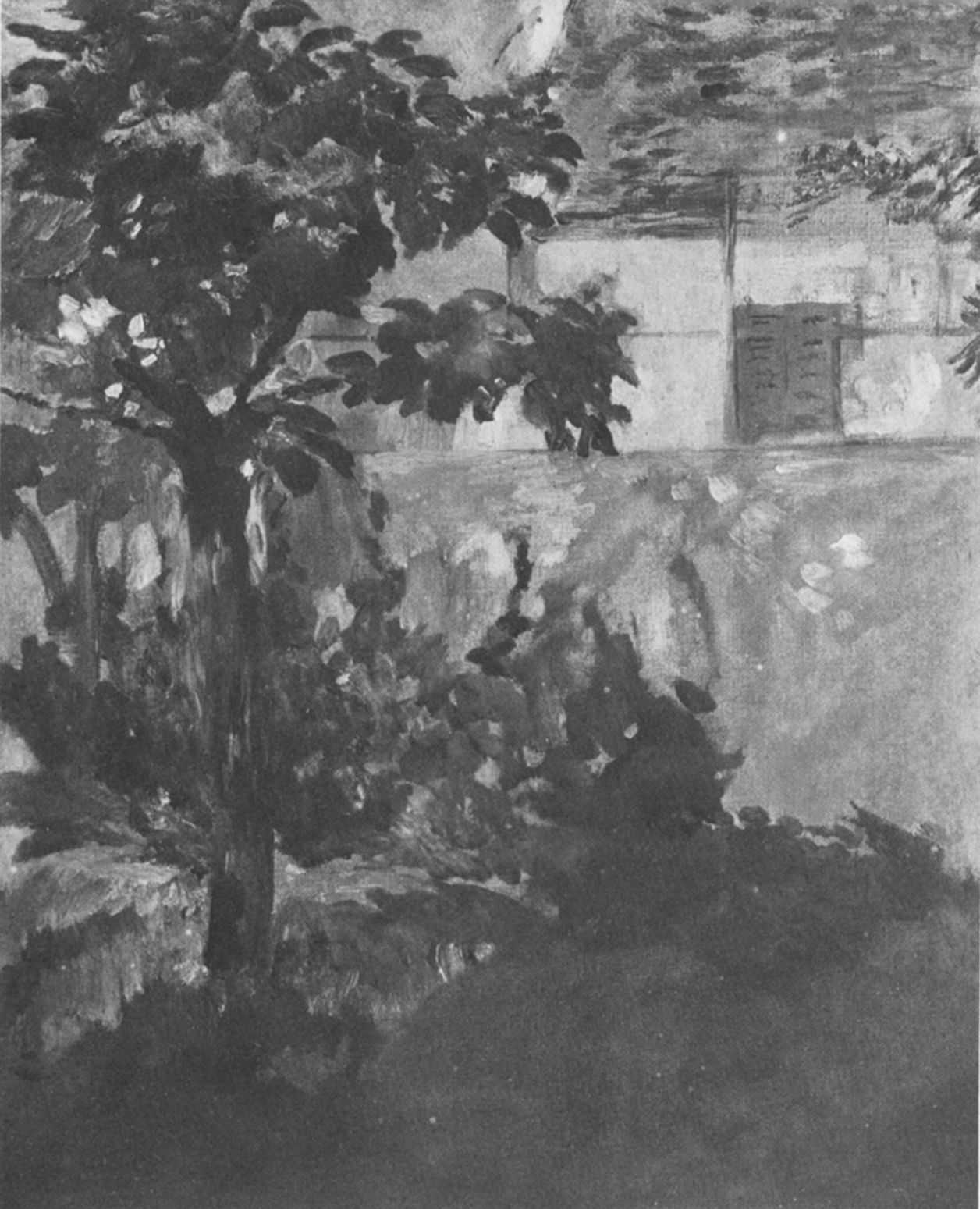
Édouard Manet: Gartenecke in Rueil, 1882, Privatsammlung
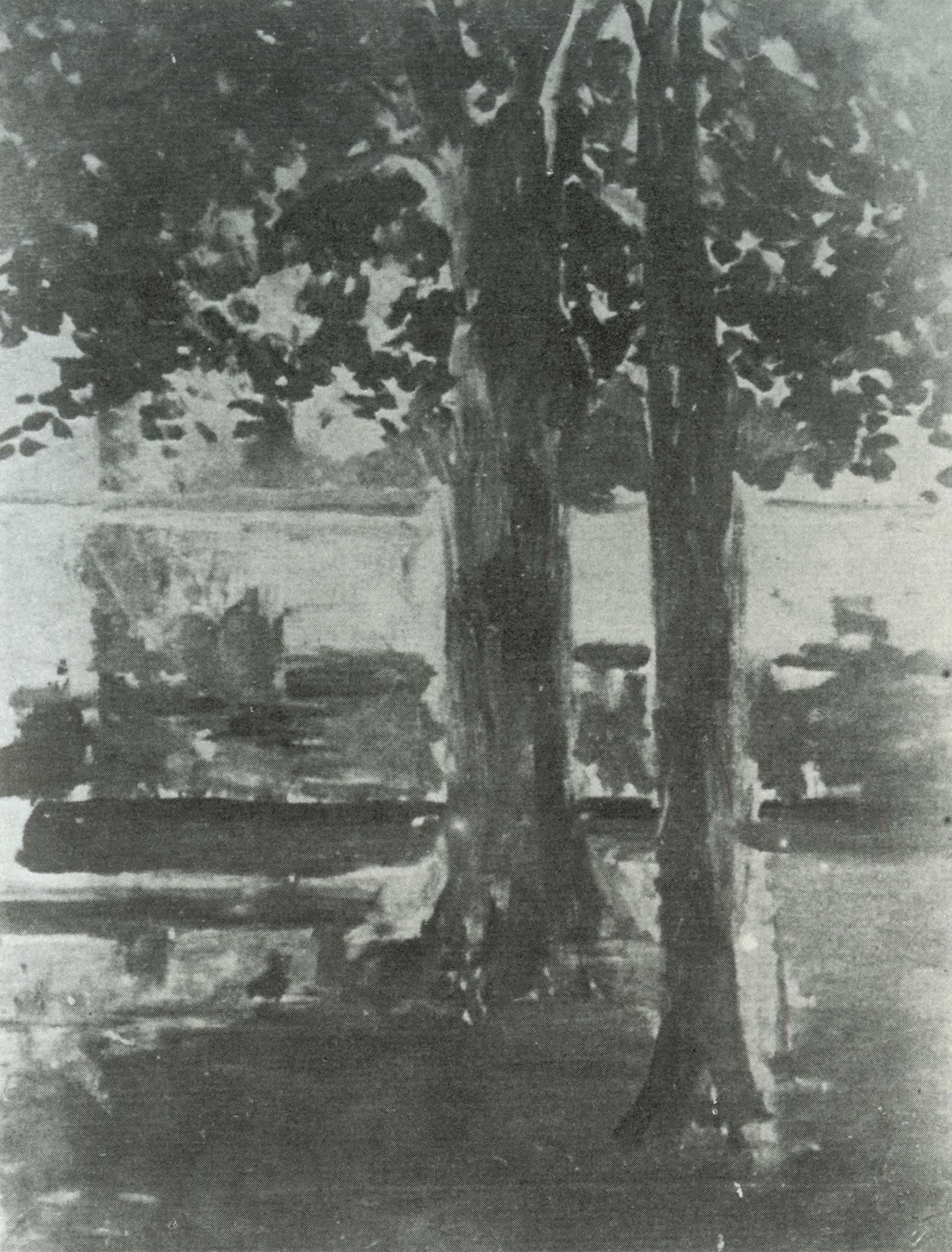
Édouard Manet: Bank unter Bäumen, 1882, Privatsammlung
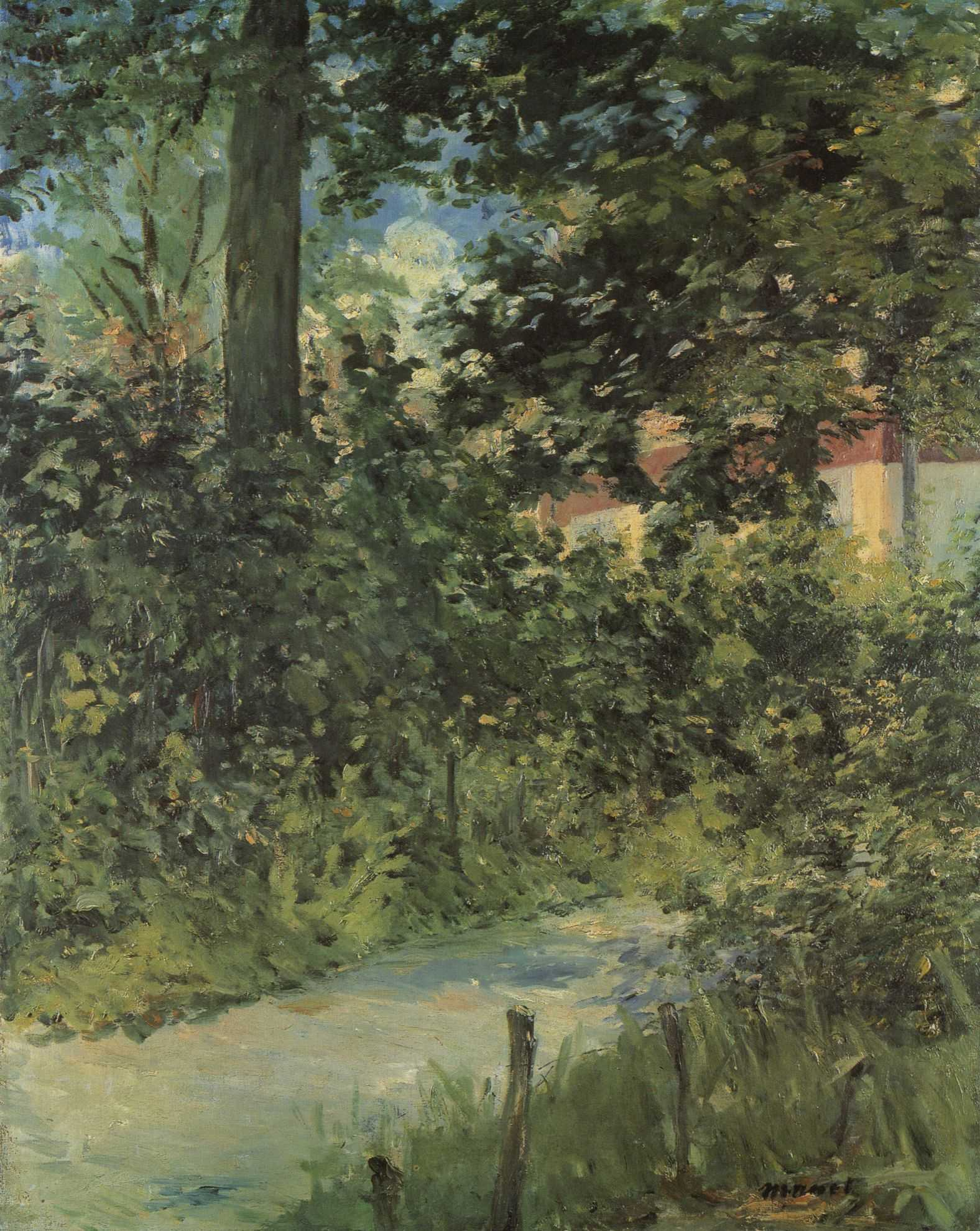
Édouard Manet: Gartenallee in Rueil, 1882, Kunstmuseum Bern
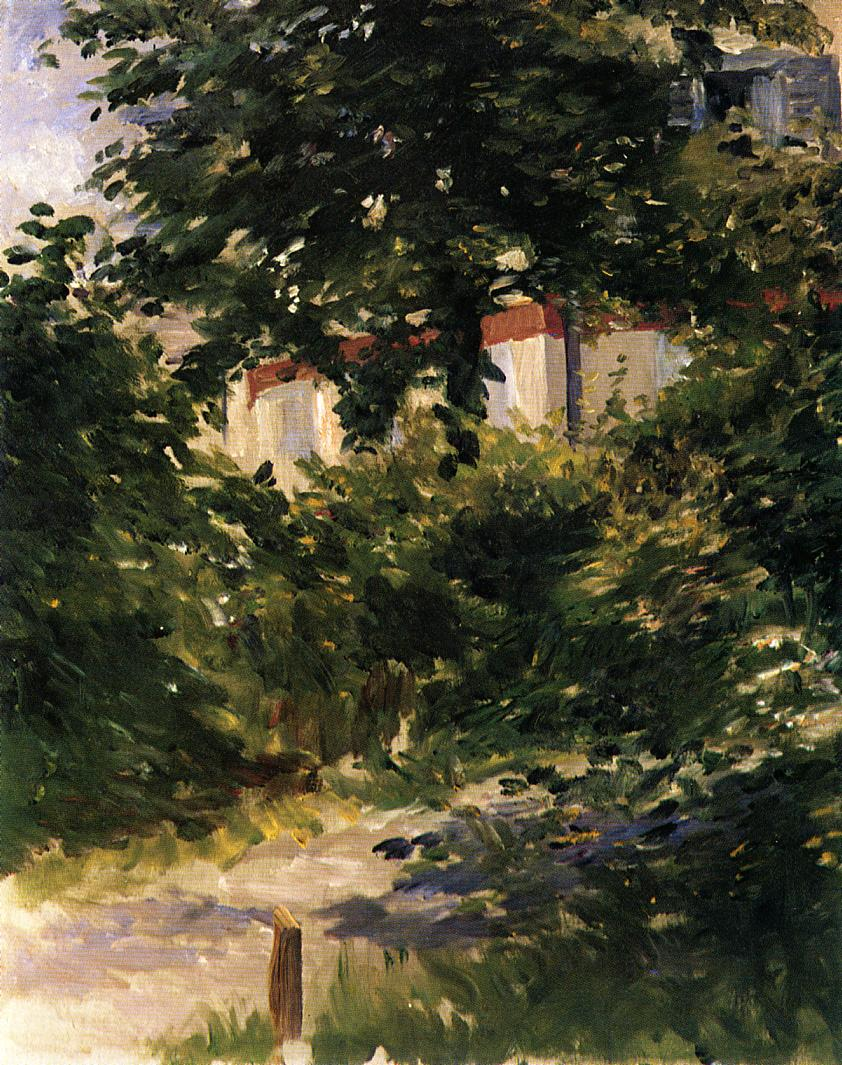
Édouard Manet: Gartenallee in Rueil, 1882, Musée des Beaux-Arts, Dijon
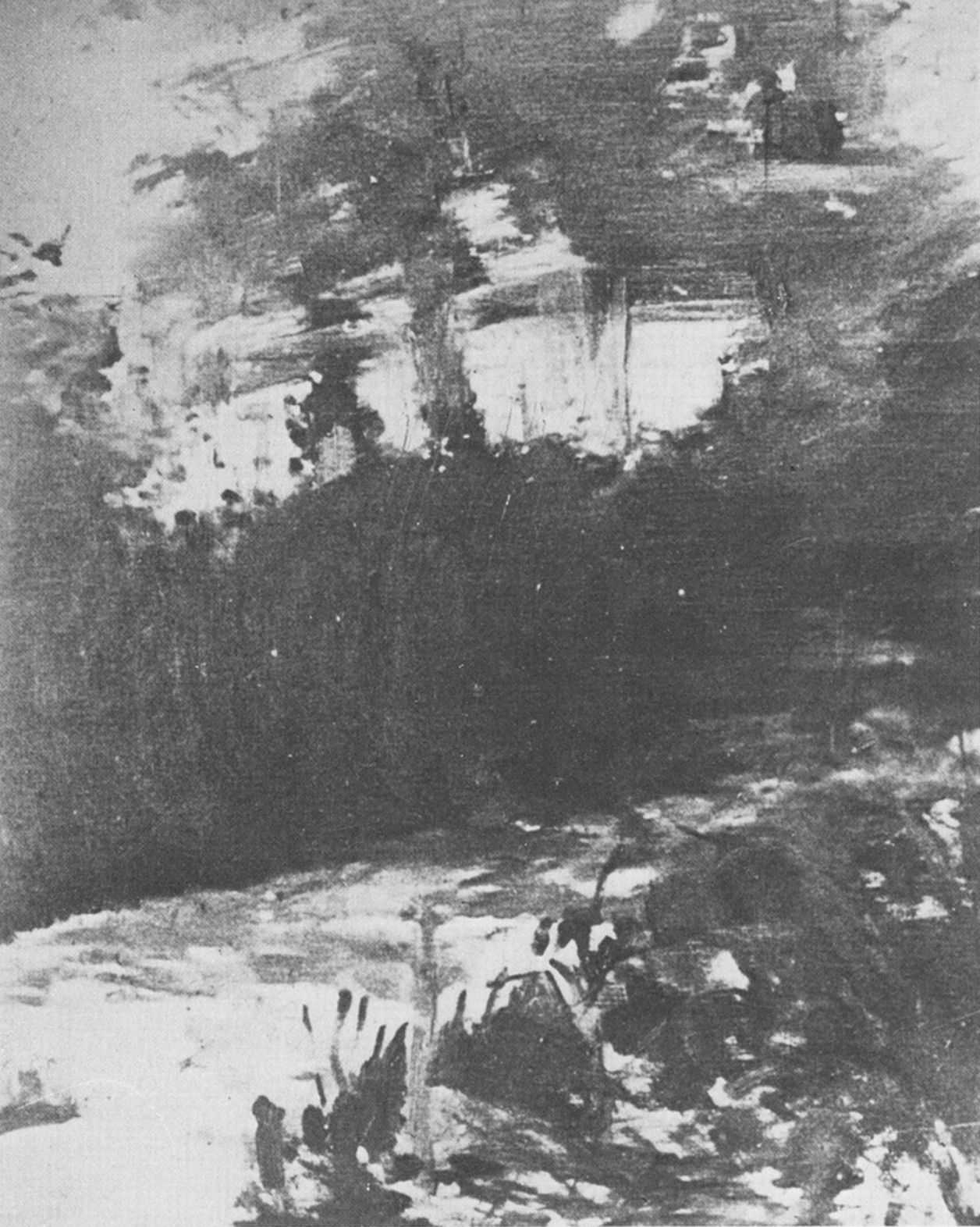
Édouard Manet: Gartenallee in Rueil, 1882, Privatsammlung

Die Gartenbilder aus Rueil zählen zu den wenigen Bilder des Künstlers, die im Freien entstanden sind. Die Kunsthistorikerin Françoise Cachin hat vermutet, die drei Ansichten der Gartenallee seien möglicherweise vorbereitende Skizzen für die Bilder der Landhausmotive. Auch in der Reihe des Motivs Gartenallee in Rueil ist das Landhaus zu sehen, es wird jedoch aus einiger Entfernung gezeigt und ist durch dichtes Blattwerk weitgehend verdeckt. Während in den zwei Jahre zuvor in Bellevue entstandenen Gartenbildern noch vereinzelt Personen auftauchen, sind die Gartenbilder aus Rueil alle menschenleer. In Rueil wurde der Garten zur letzten Auseinandersetzung des Malers mit der Natur, wie der Kunsthistoriker Ronald Pickvance feststellte. Für den Museumsdirektor Gerhard Finckh fangen die Ansichten des Landhauses „den Sonnenschein und das Glück eines letzten Sommers auf seine ganz eigene, unsentimentale Weise ein“. Für Gotthard Jedlicka sind Manets letzte Werke „herrliche Bilder, und manchmal hat der Betrachter vor ihnen den Eindruck, daß er mit jedem unbewußt Abschied von diesem Leben nehme.“ Der Autor La Fare bedauerte 1883, dass der kurz zuvor verstorbene Manet nicht in der jährlichen Ausstellung des Salon de Paris vertreten war. In seinem Nachruf auf den Maler konnte er sich dort „un charmant paysage encadrant une maisonnette de Rueil“ (eine reizvolle Landschaft, die ein kleines Haus in Rueil umrahmt) als Manets Beitrag vorstellen.

## Rezeption durch deutsche Maler
Manets Landhaus in Rueil mit dem vom Rand beschnittenen Baum in der Bildmitte blieb auf die in Paris aktiven Malerkollegen ohne erkennbare Nachwirkungen. Zwar tauchten später im Werk von Claude Monet und von Vincent van Gogh ähnliche Baum-Motive auf, die Künstler orientierten sich jedoch – wie zuvor auch Manet – an japanischen Vorbildern.
Seit etwa 1900 war Manets Landhaus in Rueil in den kunstinteressierten Kreisen Berlins bekannt, 1902 wurde das Gemälde im Querformat in der von Hugo von Tschudi verfassten ersten deutschsprachigen Manet-Biografie ganzseitig abgebildet. Manets Motiv des Landhauses in Rueil übte in den ersten beiden Jahrzehnten des 20. Jahrhunderts einen mehr oder weniger direkten Einfluss auf verschiedene deutsche Maler aus. Bekanntes Beispiel hierfür ist Max Liebermann, der Manet besonders schätzte und in seiner Sammlung eine Reihe von dessen Gemälden zusammengetragen hatte. In Liebermanns 1901 entstandenem Landhaus in Hilversum (Nationalgalerie, Berlin) findet sich im Motiv eine große Übereinstimmung zu Manets Landhaus in Rueil. So zeigt Liebermann in seinem in den Niederlanden gemalten Bild ein helles Haus in einem Park mit Rasenfläche und Blumenbeet davor. Wie Manet hat auch Liebermann einen vom oberen Bildrand abgeschnittenen Baumstamm als neuartiges Bilddetail aufgegriffen. Der Kunsthistoriker Josef Kern wies darauf hin, dass nur beim Motiv zwischen Manets und Liebermanns Landhausbildern Ähnlichkeiten bestehen, Farbwahl und Pinselstrich weichen hingegen deutlich voneinander ab. Liebermanns Biograf Erich Hancke sprach 1914 in Bezug auf das Landhaus in Hilversum von dem „veredelden Einfluß der malerischen Delikatesse Manets“. 1910 bezog Liebermann am Berliner Wannsee sein eigenes Landhaus, das er mit dem umgebenden Garten in den Folgejahren wiederholt als Motiv wählte. In deutlich helleren Farben und mit dem lebhaften Pinselduktus des Impressionismus schuf Liebermann am Wannsee mehrere Bilder, die ebenfalls vom Bildrand beschnittene Bäume vor der Kulisse eines Landhauses zeigen. In der 1918 gemalten Ansicht Birkenallee im Wannseegarten (Hamburger Kunsthalle) ist es eine ganze Birkenreihe, die dieses Element übernimmt.
Weitere Maler, die sich auf Manets Landhaus in Rueil bezogen, waren Max Slevogt und August Macke. Slevogt hatte 1899 in Paris die Kunstsammlung von Jean-Baptiste Faure gesehen, in der sich zahlreiche Hauptwerke Manets befanden. Als „wundervolle Manets“ lobte er die gesehenen Werke. In seinem Gemälde Garten in Neu-Kladow (Nationalgalerie, Berlin) von 1912 finden sich die von Manet bekannten Bildbestandteile Haus und Garten mit angeschnittenem Baum. Auch August Macke war ein begeisterter Anhänger Manetscher Malerei. Mackes Staudacher Haus am Tegernsee (Kunstmuseum Mülheim an der Ruhr) von 1910 zeigt ebenfalls das von Manet bekannte Landhausmotiv, ist jedoch im Malstil schon deutlich im Expressionismus angesiedelt.

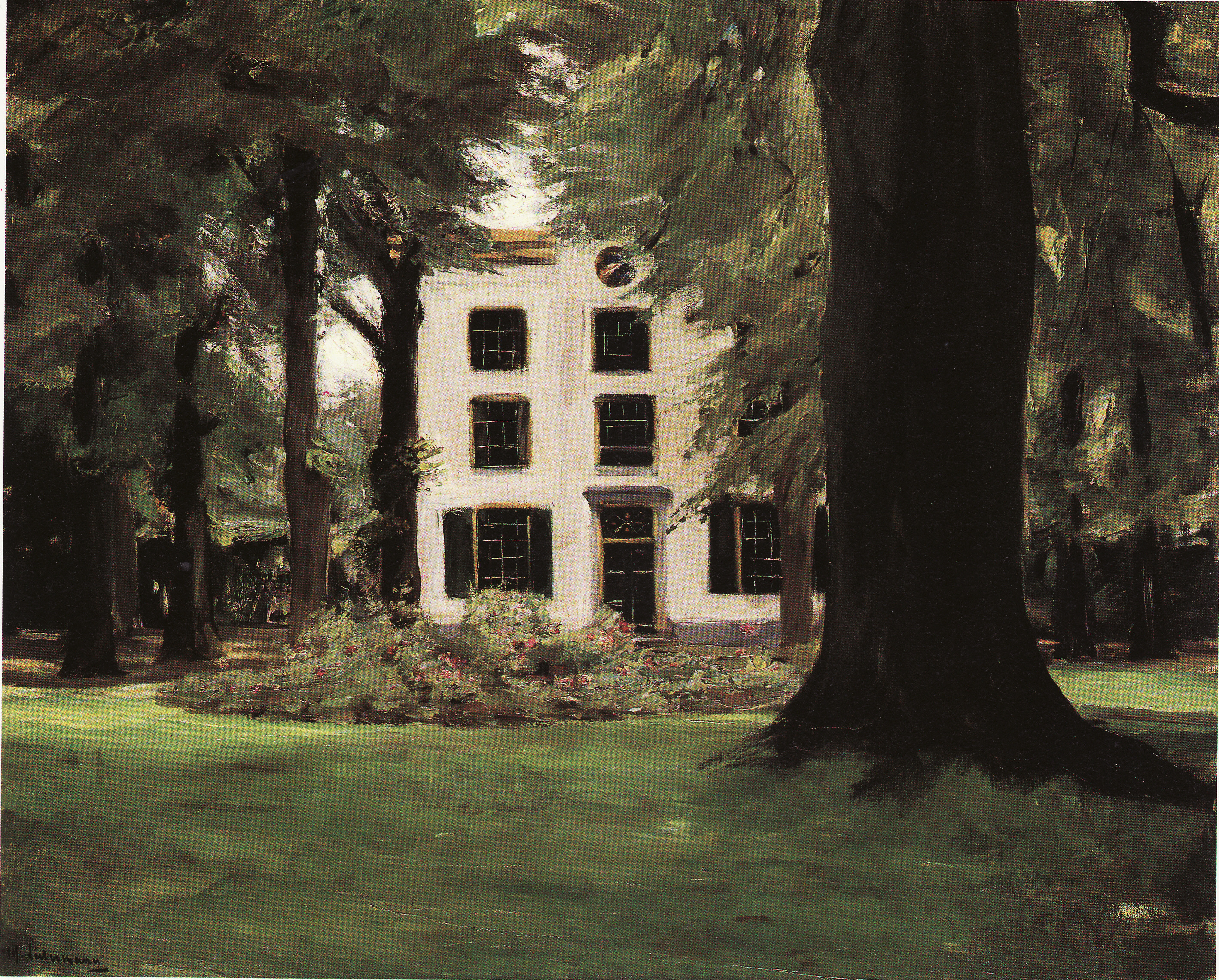
Max Liebermann: Landhaus in Hilversum, 1901
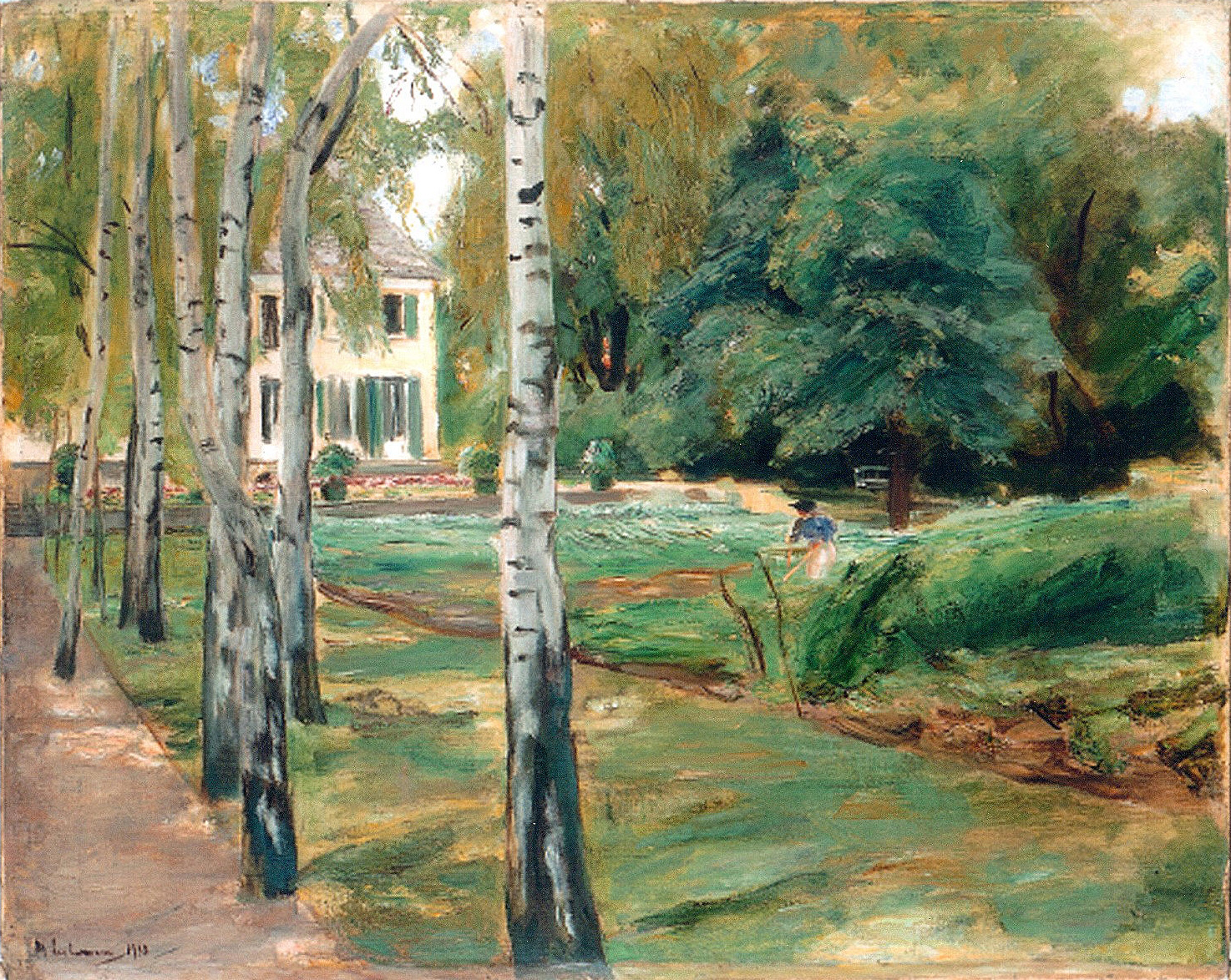
Max Liebermann: Birkenallee im Wannseegarten, 1918
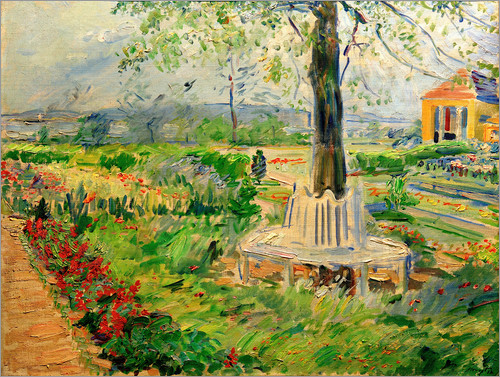
Max Slevogt: Garten in Neu-Kladow, 1912
August Machke: Staudacher Haus am Tegernsee, 1910

## Provenienz

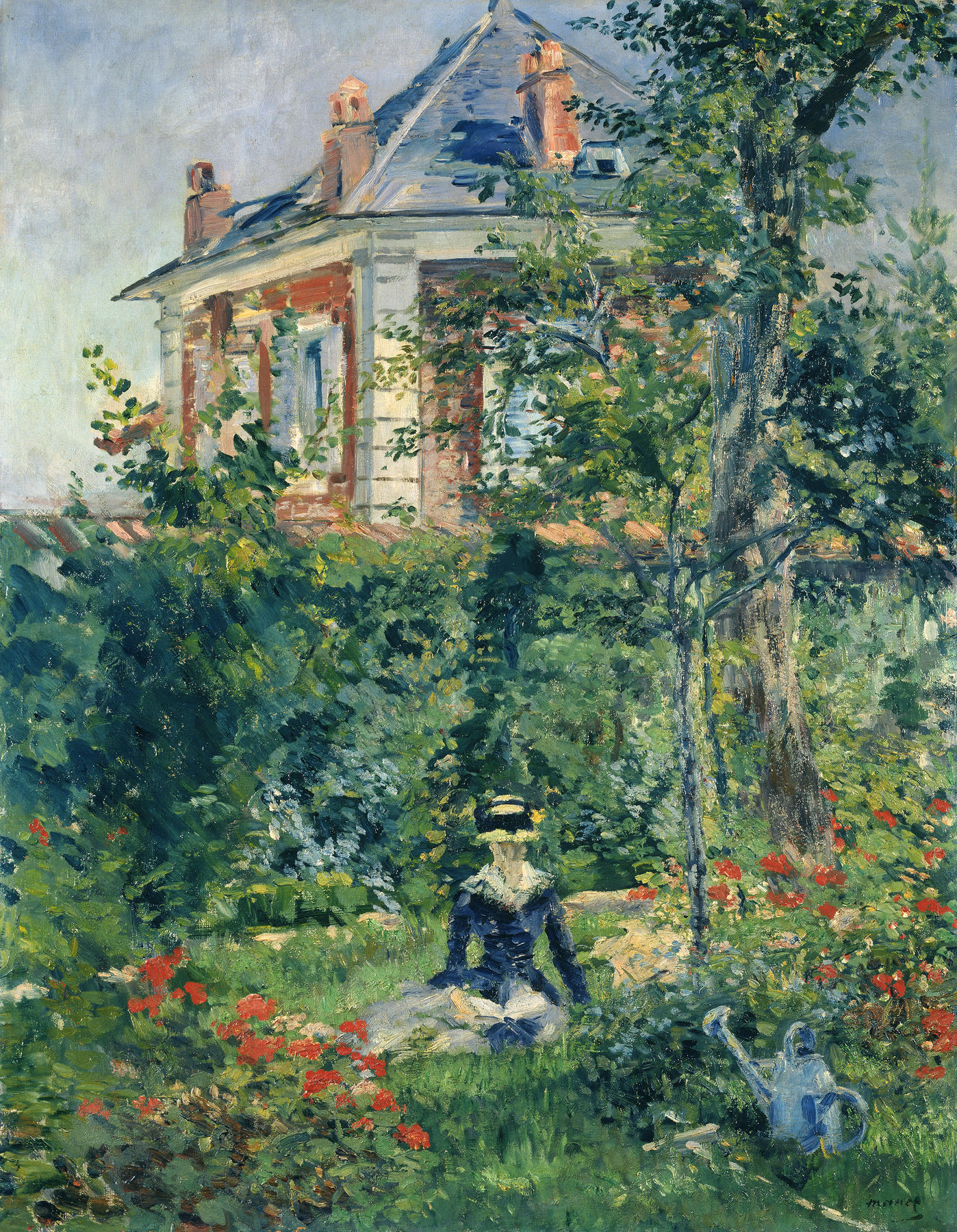
Édouard Manet: Im Garten der Villa Bellevue, 1880

Die Version im Querformat befand sich nach Manets Tod in dessen Nachlass und wurde 1884 in der ihm gewidmeten Gedächtnisausstellung in Paris gezeigt. Die Witwe des Malers, Suzanne Manet, verkaufte das Bild später an den Kunsthändler Paul Durand-Ruel. Danach kam das Gemälde nach Berlin, wo es wie dasselbe Motiv als Hochformat im Kunstsalon von Paul Cassirer gezeigt wurde. Cassirer stellte das Querformat zudem 1903 in der Berliner Secession aus. Im selben Jahr versuchte Hugo von Tschudi, Direktor der Berliner Nationalgalerie, für sein Museum ein ähnliches Landhausmotiv Manets zu sichern. Für den Ankauf des Gemäldes Im Garten von Bellevue (Stiftung Sammlung E. G. Bührle, Zürich) hatte der Berliner Unternehmer Eduard Arnhold bereits den Großteil der Geldmittel zur Verfügung gestellt. Er entschied sich jedoch 1904 dazu, die Ansicht aus Bellevue in seine eigene Sammlung einzufügen. Tschudi konnte stattdessen 1905 das Landhaus in Rueil im Querformat bei Cassirer für sein Museum sichern. Die Geldmittel in Höhe von 50.000 Mark stellte hierfür der Berliner Bankier Carl Hagen zur Verfügung. Seit 1906 gehört das Gemälde zum Bestand der Nationalgalerie in Berlin.
Zunächst hing das Querformat im Stammhaus der Nationalgalerie auf der Museumsinsel, bevor es 1919 in der Neuen Abteilung der Nationalgalerie Berlin im Kronprinzenpalais ausgestellt wurde. Nach Auslagerung der Bestände der Nationalgalerie im Zweiten Weltkrieg gehörte das Landhaus in Rueil zu den Werken, die nach Kriegsende in den Westteil Berlins gelangten. Dort wurde das Bild zunächst in der Orangerie des Schlosses Charlottenburg und ab 1968 in der Neuen Nationalgalerie im Kulturforum gezeigt. Nach der deutschen Wiedervereinigung und der Zusammenführung der getrennten Museumsbestände in Ost und West kehrte das Gemälde wieder in das Gebäude der Alten Nationalgalerie zurück.
Die Gemäldeversion im Hochformat verkaufte Manet am 1. Januar 1883 an den Sänger Jean-Baptiste Faure, der zahlreiche Werke Manets besaß. Er zahlte für das Landhaus in Rueil zusammen mit zwei weiteren Bildern insgesamt 11.000 Franc. Über den Pariser Kunsthändler Paul Durand-Ruel kam das Bild in den Berliner Kunstsalon von Paul Cassirer. Dieser verkaufte das Gemälde am 7. Oktober 1906 für 60.000 Franc an den Hamburger Sammler Theodor Behrens, in dessen Besitz es bis zu seinem Tod 1921 blieb. Behrens besaß mehrere Werke Manets, darunter das Gemälde Nana, das heute zur Sammlung der Hamburger Kunsthalle gehört. 1922 verkaufte seine Witwe, Esther Behrens, das Bild Landhaus in Rueil über den Kunsthändler Alfred Gold an die Pariser Galerie Barbazanges. Von dort ging es 1923 an die Pariser Filiale der Kunsthandlung M Knoedler & Co und 1924 weiter an deren New Yorker Haus. 1925 war das Gemälde erneut in der Pariser Filiale von Knoedler ausgestellt und ging danach in den Besitz der New Yorker Kunsthandlung Richard Dudensing and Son über. Der Händler Valentine Dudensing gab das Bild im November 1925 zurück an die Galerie Knoedler. Diese verkaufte das Bild über ihre Londoner Filiale 1926 für 4.500 Pfund Sterling an die National Gallery of Victoria in Melbourne, die das Gemälde mit finanziellen Mitteln aus dem Ankaufsetat des Felton Bequests erwarb.